# Aleksandrovo (Boergas)
Aleksandrovo (Bulgaars: Александрово) is een dorp in Bulgarije. Het is gelegen in de gemeente Pomorie, oblast Boergas. Het dorp ligt hemelsbreed 29,9 km ten noordoosten van de provinciehoofdstad Boergas en 349 km ten oosten van Sofia.

## Bevolking
Op 31 december 2020 werden er 141 inwoners in het dorp geregistreerd door het Nationaal Statistisch Instituut van Bulgarije.
|  |

In het dorp wonen nagenoeg uitsluitend etnische Bulgaren. In 2011 identificeerden 95 van de 98 ondervraagden zichzelf als etnische “Bulgaren” - 96,9% van alle ondervraagden. 
| Etnische samenstelling van de respondenten (2011) | Etnische samenstelling van de respondenten (2011) | Etnische samenstelling van de respondenten (2011) | Etnische samenstelling van de respondenten (2011) | Etnische samenstelling van de respondenten (2011) |
| ------------------------------------------------- | ------------------------------------------------- | ------------------------------------------------- | ------------------------------------------------- | ------------------------------------------------- |
|                                                   |                                                   |                                                   |                                                   |                                                   |
| Bulgaren                                          | Bulgaren                                          |                                                   | 96,9%                                             | 96,9%                                             |
| Turken                                            | Turken                                            |                                                   | 0,0%                                              | 0,0%                                              |
| Roma                                              | Roma                                              |                                                   | 0,0%                                              | 0,0%                                              |
| Anders/Onbekend                                   | Anders/Onbekend                                   |                                                   | 3,1%                                              | 3,1%                                              |